# Arctosa simoni
Arctosa simoni là một loài nhện trong họ Lycosidae.
Loài này thuộc chi Arctosa. Arctosa simoni được Guy miêu tả năm 1966.